# Chiesa di San Giuseppe (Biella)
La chiesa di San Giuseppe è un luogo di culto cattolico situato in via San Giuseppe a Biella, sulla collina del quartiere Riva.
 Si trova all’inizio del sentiero del Gorgomoro, caratteristica passeggiata immersa nella natura, che costeggia il torrente Oropa e prosegue verso il famoso Santuario. Il piccolo complesso appartiene alla vicina parrocchia di San Cassiano.

## Il Sacello

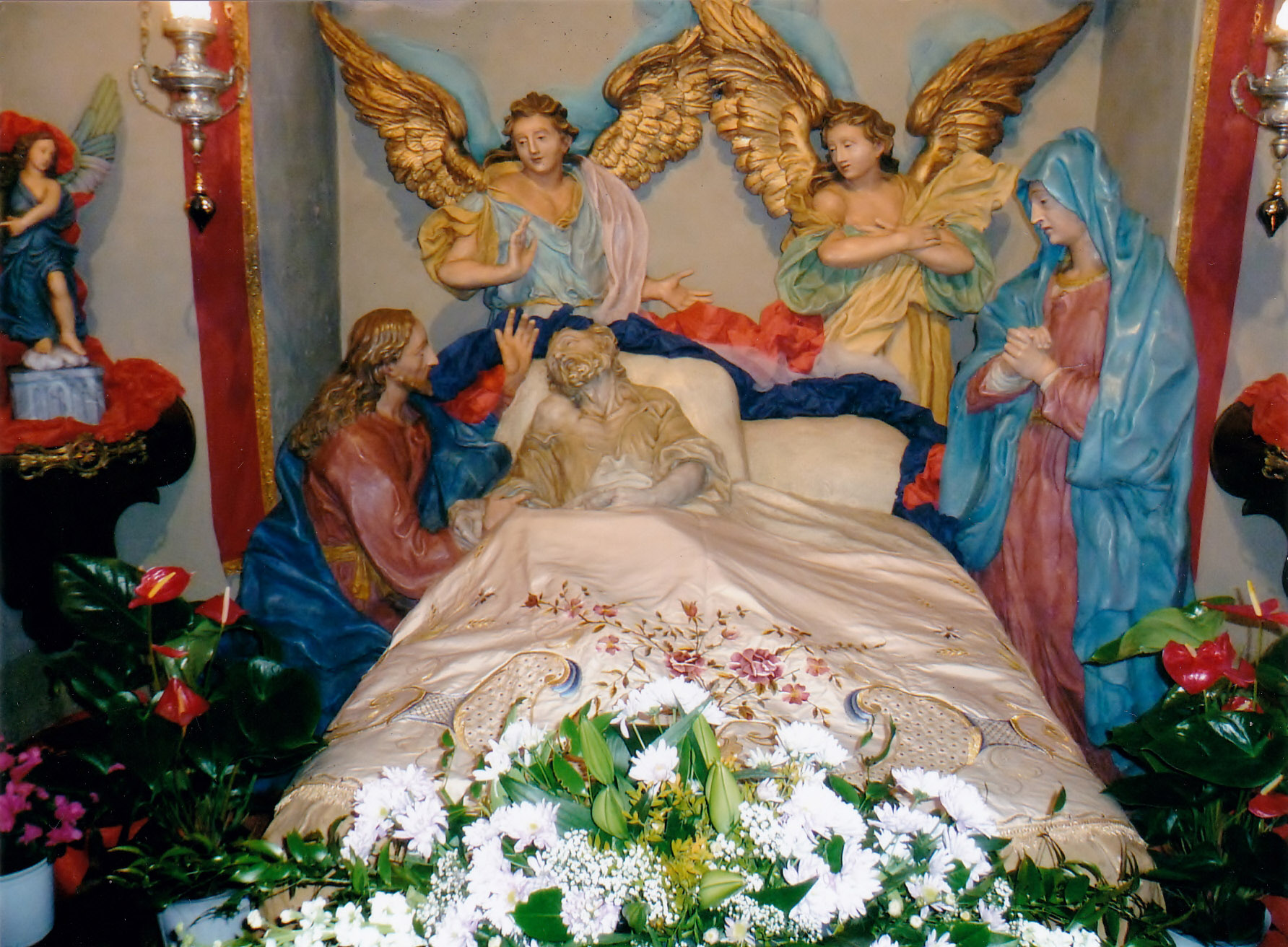
Un particolare dell'artistico Sacello

Il Sacello, la parte più antica della chiesa, è stato costruito nel 1644 sulla prima via di collegamento tra Biella e il Santuario di Oropa. In origine era una cappella votiva, come le altre presenti sul Sacro Monte di Oropa, e al suo interno custodisce ancora oggi una serie di statue in terracotta policroma a grandezza naturale, raffiguranti l’agonia e la morte di San Giuseppe. Al centro della scena, San Giuseppe morente è steso su un letto, con Maria e Gesù ai lati e due angeli in piedi dietro di loro. In alto, un gruppo di angioletti cantori e oranti assiste alla scena. Sopra di loro, si staglia la figura solenne e maestosa di Dio Padre benedicente, che si eleva dalle nuvole di terracotta policroma reggendo in mano un globo dorato, simbolo del mondo, e una colomba bianca, simbolo dello Spirito Santo. Queste scene sacre teatrali fanno parte della tradizione dei Sacri Monti, diffusa principalmente nella zona del Piemonte e della Lombardia, e fanno parte dei “Tableaux Vivants”. L’intero apparato scenografico, in stile barocco, è stato rimaneggiato nel XVIII secolo.

## La Chiesa

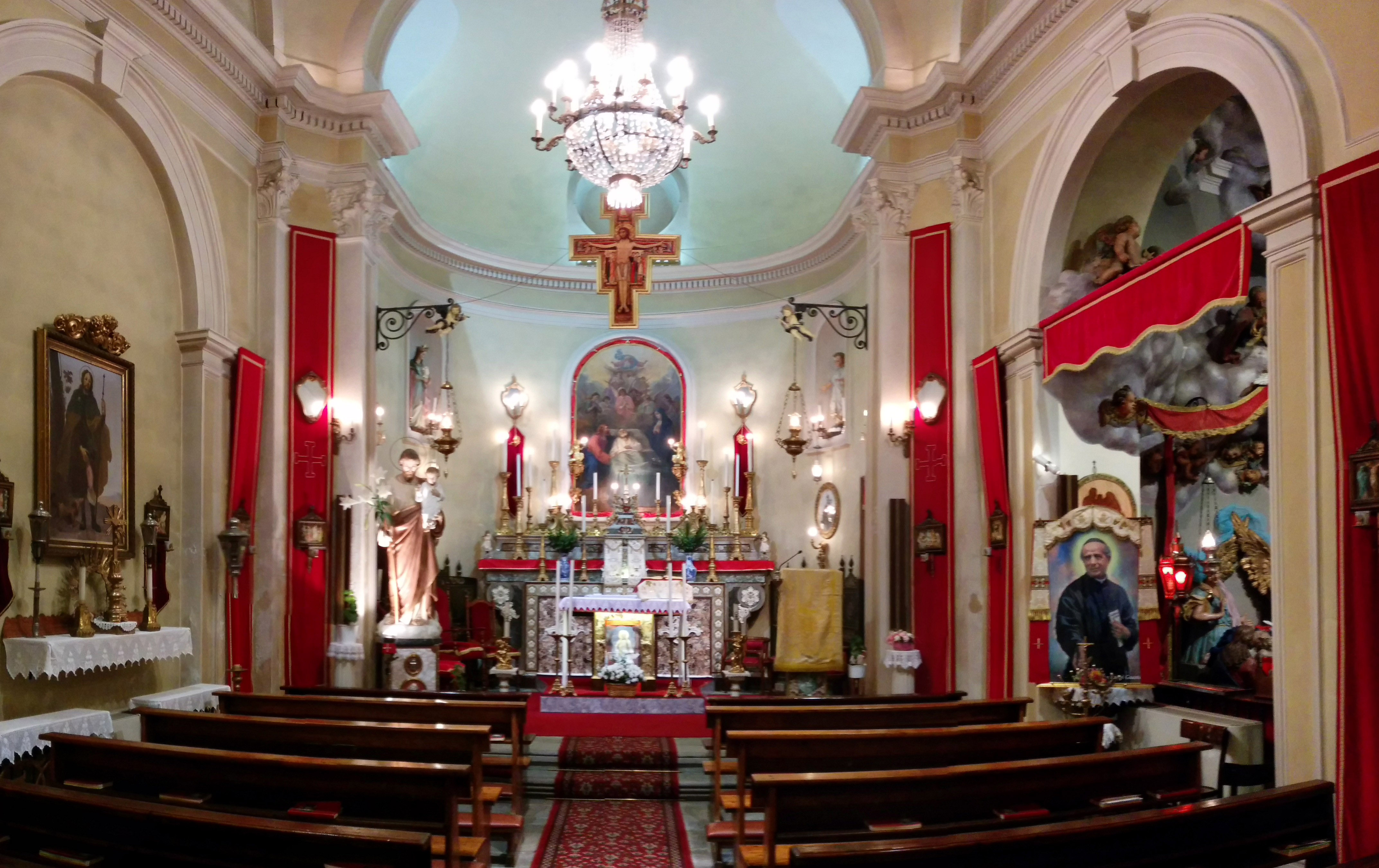
La navata principale

Nel 1881 sono iniziati una serie di lavori con lo scopo di inglobare progressivamente il Sacello all’interno della struttura della chiesa.
 
Nell’ordine, sono stati costruiti:
- La navata principale, con l’abside e l’altare maggiore
- Un deambulatorio con portale che si affaccia sulla piazzetta
- La navata laterale con l’altare dedicato alla Madonna d’Oropa, in ricordo del 4º centenario dell’incoronazione del 1920
- La sacrestia, il piccolo campanile, la casa del custode ed il giardinetto retrostante

## La Pia Unione del Transito di San Giuseppe
Dal 1996 la chiesa è riconosciuta a tutti gli effetti come filiale dell’associazione Pia Unione del Transito, che ha la sua sede centrale a Roma nella Basilica di San Giuseppe nel quartiere Trionfale. Tale associazione si occupa della manutenzione della chiesa e dell’organizzazione delle celebrazioni, sotto la supervisione del parroco-rettore di San Cassiano.